# Прошлым летом в Чулимске (спектакль)
«Прошлым летом в Чулимске» — спектакль Московского драматического театра им. М. Н. Ермоловой, поставленный режиссёром Владимиром Андреевым по одноимённой пьесе Александра Вампилова. Наряду со спектаклем Большого драматического театр имени Г. А. Товстоногова, является первой постановкой пьесы.
В 1975 году спектакль был записан для телевидения (режиссёр-постановщик телеверсии — Алина Казьмина).

## Сюжет
Действие разворачивается в глухом провинциальном посёлке. В отличие от сверстниц, Валентина не уезжает в город, желая быть поблизости от Шаманова, которого тайно любит, да и отец её не пустил бы. Пашка, приехавший в Чулимск в отпуск, влюбляется в Валентину, но все его попытки добиться её внимания остаются тщетными. Шаманов, случайно узнав о чувствах Валентины, впервые по-настоящему обращает на неё внимание, проявляет интерес. Однако Кашкина, любовница Шаманова, намеренно мешает их встрече и даже старается сосватать Валентине немолодого и неинтересного Мечёткина. Одновременно происходит жёсткий разговор Пашки с его матерью, которая требует, чтобы Пашка уехал. Валентина, невольно став свидетелем этого разговора, из жалости соглашается пойти с Пашкой на танцы. Когда они возвращаются поздно ночью, Валентине предстоит ответить отцу, с кем она была: Пашка и Шаманов, каждый уверяет, что с ним. Но она выбирает Мечёткина.

## В ролях
| Актёр                 | Роль      |
| --------------------- | --------- |
| Станислав Любшин      | Шаманов   |
| Сергей Приселков      | Пашка     |
| Николай Макеев        | Помигалов |
| Николай Бриллинг      | Дергачёв  |
| Юрий Медведев         | Мёчёткин  |
| Герман Энтин          | Еремеев   |
| Татьяна Щукина        | Валентина |
| Наталья Архангельская | Кашкина   |
| Софья Павлова         | Хороших   |

## Критика
Спектакль В. Андреева «Прошлым летом в Чулимске» (1974) был решён в эстетике будничной и скромной — так, чтобы ничто не затеняло его главную линию и мысль, главной же была история следователя Шаманова, который, пережив поражение и предательство, пытается укрыться в глуши, в Чулимске. И нужно новое потрясение, сила любви и страдания, чтобы вернуть его к жизни.— Мир русской культуры: энциклопедический справочник / А. Н Мячин. — М.: Вече, 1997. — 616 с. — с. 470